# Дураченко, Пётр Никифорович
Пётр Никифорович Дураченко (20 июня 1920, Найтоповичи, Гомельская губерния — 28 февраля 1988) — советский военнослужащий, участник Великой Отечественной войны, полный кавалер ордена Славы, командир расчёта 45-мм орудия 220-го стрелкового полка, старший сержант — на момент представления к награждению орденом Славы 1-й степени.

## Биография
Родился 20 июня 1920 года в селе Найтоповичи (ныне — Унечского района Брянской области). Окончил 7 классов, специальные курсы. Работал стрелочником на станции Унеча Московской железной дороги.
В 1940 году был призван в Красную Армию. Службу проходил в артиллерийской батарее одного из стрелковых полков в Белоруссии.
Участник Великой Отечественной войны с первого дня. День 22 июня встретил под городом Барановичи, где в лагерях находилась его часть. Боевое крещение получил в бою на реке Щара под белорусским городом Слоним. Шесть орудий полковой батареи стояли в засаде, до вечера сдерживали колонну врага. Затем было отступление, оборонительные бои на Березине, под Могилевом и Борисовом.
Под Москвой артиллерист Дураченко воевал в стрелковом полку, но уже другой дивизии. Стал заряжающим 45-мм орудия, потом наводчиком. Когда советские войска развернули широкие наступательные действия, Дураченко освобождал города Брянщины и Белоруссии, стал командиром расчёта.
27 апреля 1944 года в бою за деревню Ставек командир расчёта 45-мм орудия сержант Дураченко, ведя прицельный огонь, помог стрелковому подразделению отразить контратаку противника, уничтожил при этом крупнокалиберный пулемёт и до 15 противников. При отходе подразделения под вражеским огнём эвакуировал орудие и раненого офицера с поля боя. Приказом от 22 мая 1944 года сержант Дураченко Пётр Никифорович награждён орденом Славы 3-й степени.
В июне 1944 года советские войска начали наступление в Белоруссии. В полосе наступления полка расчёт Дураченко в числе первых преодолел Западный Буг. В бою на плацдарме прямой наводкой уничтожил несколько огневых точек противника и тем самым обеспечили успех батальону. За успешное форсирование реки был награждён орденом Красной Звезды.
Наступление продолжалось. В бою за польский город Хелм 22 июля 1944 года опять отличился расчёт Дураченко: уничтожил дзот, а вместе с другим расчётом прямой наводкой взорвал склад боеприпасов. За смелые действия командир расчёта был награждён орденом Отечественной войны 2-й степени. В конце июля 1944 года войска 69-й армии форсировали Вислу.
30-31 июля 1944 года расчёт Дураченко поддерживал огнём форсирование Вислы батальоном капитана Чеботько в районе деревни Калишаны. Ещё с берега расчёт уничтожил дзот на противоположном берегу, затем, разместив пушку с плота на островке, бил по вражескому берегу, поддерживая пехоту. Как только стрелковые роты зацепились за западный берег, артиллеристы переправили туда и орудие. Комбат поставил орудия на танкоопасном направлении.
Десант был ложный, отвлекающий. Четверо суток артиллеристы с пехотой держались на крохотном плацдарме, стойко отражая контратаки, оттягивая на себя противника. Расчёт Дураченко в этих боях разбил 3 дзота, похоронив в них более 10 вражеских солдат, подавил 2 пулемёта, подбил самоходной орудие. Командир расчёта был ранен, но оставался в строю, пока оставшихся в живых бойцов не вернули на восточный берег. Приказом от 8 октября 1944 года сержант Дураченко Пётр Никифорович награждён орденом Славы 2-й степени.
Вернувшись из госпиталя в свой полк, участвовал в боях на Пулавском плацдарме. Когда 14 января 1-й Белорусский фронт перешёл в наступление, освобождал город Лодзь, форсировал Одер севернее Франкфурта. После одного из боёв на плацдарме в расчёте осталось только двое — командир и наводчик. Тем не менее в бою за высоту Дураченко расстрелял прямой наводкой три пулемёта. За участие в боях по расширению одерского плацдарма старший сержант Дураченко заслужил ещё одну награду — медаль «За отвагу».
19 апреля 1945 года при штурме высоты 54,2 старший сержант Дураченко во главе расчёта подавил несколько пулемётных точек и уничтожил более 10 противников, что помогло стрелковой роте захватить опорный пункт. В последнем бою прямым попаданием разбил крупнокалиберный пулемёт.
После Победы продолжал службу в армии. В 1946 году был демобилизован.
Указом Президиума Верховного Совета СССР от 15 мая 1946 года за исключительное мужество, отвагу и бесстрашие проявленные на заключительном этапе войны, в боях с вражескими захватчиками старший сержант Дураченко Пётр Никифорович награждён орденом Славы 1-й степени. Стал полным кавалером ордена Славы.
Вернулся в родное село, трудился в колхозе. Затем окончил железнодорожный техникум в городе Унече, получил специальность машиниста паровоза. Работал сначала помощником машиниста, затем машинистом паровоза на железнодорожной станции Унеча. Когда на транспорте появились тепловозы, без отрыва от производства освоил и эту машину. Жил в городе Унеча Брянской области. Скончался 28 февраля 1988 года.
Награждён орденами Отечественной войны 1-й и 2-й степени, Красной Звезды, Славы 3-х степеней, медалями.
В городе Унеча, в Аллее Героев установлена стела.